# Congregazione Centrale
La Congregazione Centrale era l'assemblea rappresentativa dei sudditi benestanti di ciascuna regione del Regno Lombardo-Veneto.

## Struttura
Ciascuna delle due congregazioni era presieduta di diritto dal Governatore o dal suo Luogotenente, il capo dell'amministrazione dei governi di Milano e di Venezia. Vi prendevano parte un deputato borghese di ognuna città capoluogo, un nobile e un possidente di ognuna provincia. Era richiesto il domicilio nel territorio rappresentato, l'età minima di trent'anni e un patrimonio di almeno 20.000 lire. Erano previste tutta una serie di incompatibilità, tra le quali le funzioni di ecclesiastico o di dipendente pubblico, mentre era necessario essere cristiano e non aver dichiarato fallimento.
I primi deputati furono nominati direttamente con decreto imperiale nel 1816, mentre per il rinnovo, che doveva avvenire ogni sei anni per i deputati cittadini e ogni tre per metà dei deputati provinciali, era prevista la nomina da parte dell'imperatore su proposta della Congregazione Centrale uscente, che a sua volta sceglieva i candidati su terne presentatele sia direttamente dalle città capoluogo, e su intermediazione delle congregazioni provinciali per quanto riguarda i comuni ordinari.
L'incarico di deputato centrale fruttava uno stipendio annuale di 2.000 fiorini.

## Funzioni
I poteri della congregazione erano puramente consultivi, il reale potere essendo saldamente nelle mani dei governatori. Alla congregazione era richiesto di votare sulle leggi riguardanti la ripartizione delle imposte e degli oneri militari, sull'ordinamento comunale e sull'amministrazione locale in generale . Era concesso inoltre di presentare petizioni all'imperatore. Nonostante questo ruolo del tutto formale, il governo imperiale aveva imposto altre garanzie per evitare che le due assemblee potessero assumere posizioni anche solo idealmente sconvenienti: la determinazione dell'ordine del giorno a discrezione unica dei governatori, la necessità del sigillo imperiale per completare l'iter deliberativo, e la possibilità di decretare la decadenza dei deputati giudicati infidi.
Le congregazioni, come tutte le altre magistrature civili, furono sospese durante il periodo di governo militare del Regno fra il 1848 e il 1856.